# Pařížský parlament

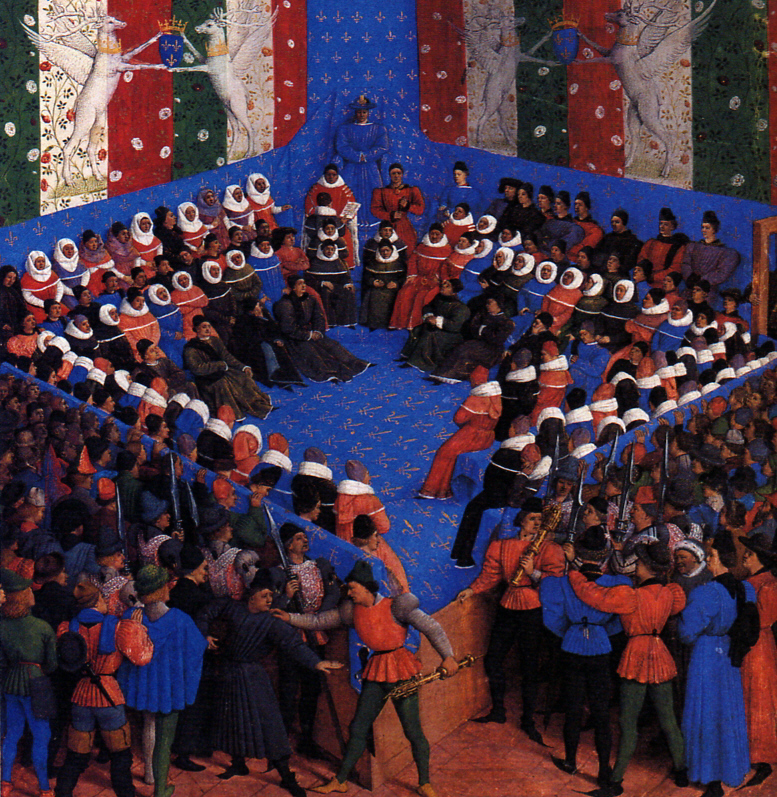
Zasedání Pařížského parlamentu kolem roku 1450

Pařížský parlament (francouzsky Parlement de Paris) byla francouzská královská instituce. Parlament vznikl v Paříži ve středověku jako soudní dvůr. Od roku 1661 byl vrchním francouzským soudem. Byl zrušen v 18. století.

## Dějiny
Parlament jako soudní instituce se objevil v polovině 13. století a postupně se vyvinul v samostatný soud s pravidelným zasedáním. Ludvík IX. jej nechal usídlit na ostrově Cité v dnešním Justičním paláci. V roce 1278 mu Filip III. Francouzský udělil první generální předpis. Od 15. století vzniklo ve Francii dalších 13 parlamentů, ovšem pařížský, díky sídlu krále, mezi nimi získal výjimečné postavení.
V roce 1590 Jindřich IV. vytvořil jako protiváhu k pařížskému parlamentu v Tours konkurenční parlament, jehož zástupci byli vůči králi více loajální.
Členové parlamentu vykonávali činnost na vlastní náklady. Od roku 1497 byli z funkcí neodvolatelní, takže úřady začaly být dědičné. Od 1644 mohla místa zastávat i šlechta v první generaci. V roce 1665 stanovila vyhláška cenu 300 000 liber za úřad prezidenta komory a 100 000 liber za jejího člena. V 18. století ceny výrazně poklesly. Kompetence budoucích soudců byly ověřovány zkouškou pořádanou parlamentem. Protože kandidáti byli nejčastěji členy rodiny, jejich kompetence byly mnohdy nedostačující. Také jejich věk byl často nízký, někteří radové byli jmenováni již od 19 let a dokonce i prezidenti (od 20 let). Proto nařízení z let 1660 a 1665 stanovila 40 let věku pro prezidenta, 27 let pro rady a 30 let pro prokurátory. Ale byla málo dodržována. Špatná kvalita mnohých parlamentářů a dlouhé absence znamenaly pomalé projednávání případů. Pařížský parlament byl zrušen v roce 1771 a nahrazen šesti radami v Arrasu, Blois, Clermontu, Lyonu, Paříži a Poitiers. V roce 1774 byl opět obnoven, ale po několika letech jej Ludvík XVI. opět rozpustil.
Parlament byl z Paříže několikrát přesunut. V letech 1418–1436 do Poitiers během stoleté války a třikrát do Pontoise: 1652, 1720 a 1753.

## Soudní pravomoci
Parlament vynášel rozsudky jménem krále. V soudní pravomoci zastupoval krále na nejvyšší úrovni a jeho výroky měly platnost pro celé království. Proti rozhodnutí parlamentu již nebylo odvolání, ale král jako hlava soudu mohl měnit jeho výroky, přerušit řízení nebo postoupit případ královské radě. Na žádost jedné strany sporu mohl též zrušit rozhodnutí a nařídit nové projednání z důvodu procedurálních chyb. Tento postup byl zárodkem pozdějších kasačních stížností. Parlament byl nejprve soudem, který projednával případy královských vazalů. Od roku 1278 ale tyto případy většinou soudily nižší stupně soudů a pouze velcí feudálové nebo majitelé zvláštních privilegií mohli být souzeni přímo v parlamentu. Jinak parlament sloužil jako odvolací instance rozhodnutí všech nižších královských i šlechtických soudů v rámci své územní pravomoci, což byla téměř polovina království. Jeho kompetence sahala od Pikardie k Auvergne a od Pays de la Loire k Champagne.

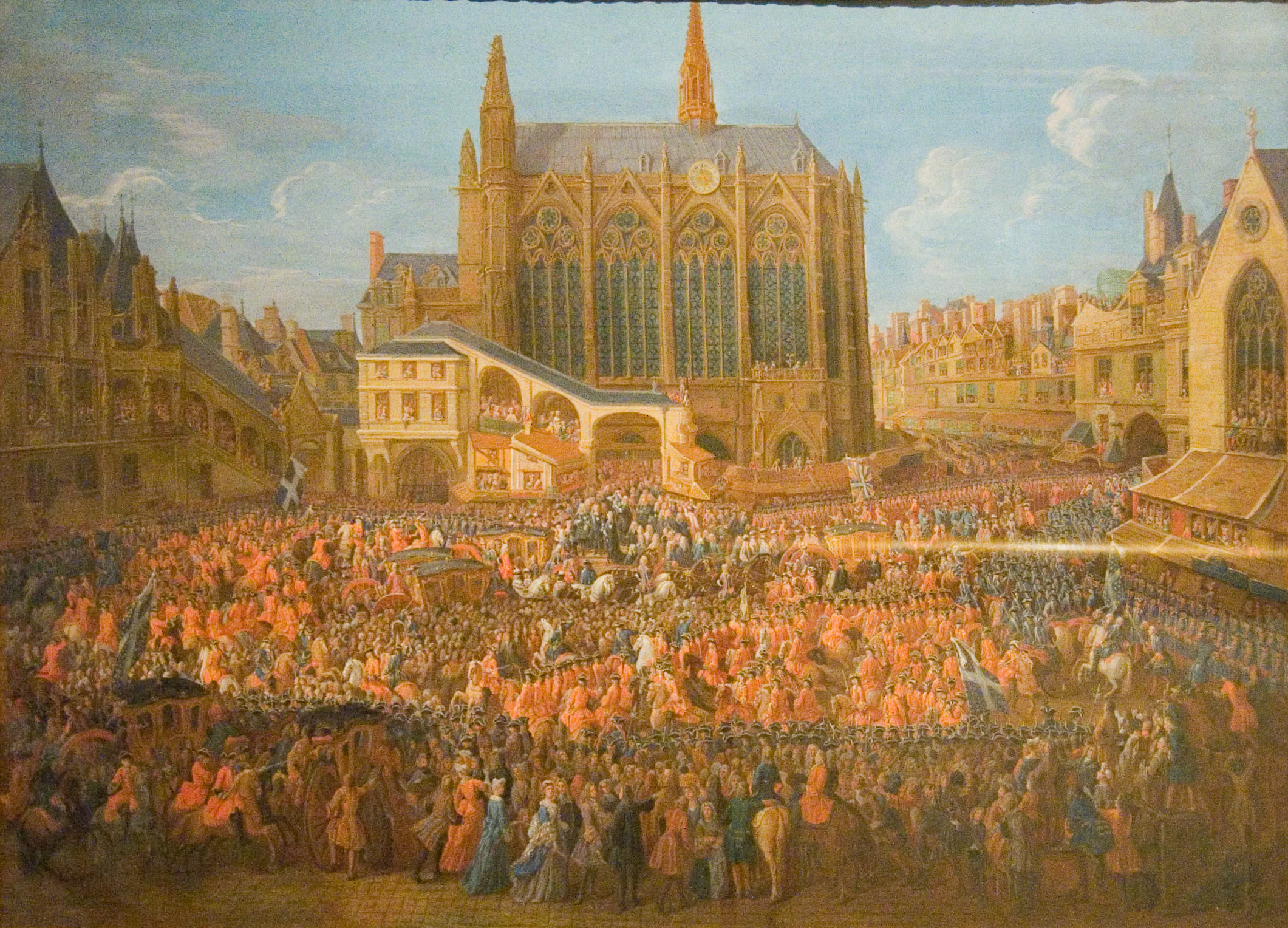
Ludvík XV. odjíždí z parlamentu (1715)

## Další funkce
Parlament měl i některé správní funkce jako byl dozor nad místní správou nebo účast na vydávání některých vyhlášek. Panovník konzultoval s parlamentem politická rozhodnutí, zejména v době krize a spolupracoval s ním při soudních a správních reformách, které prováděl. Parlament rovněž evidoval veškerá královská nařízení, dekrety a edikty. Pokud se parlament domníval, že nařízení není v zájmu státu, měl právo na rozklad, který mu umožnil odmítnout registraci a podat připomínky králi. Toto právo bylo později omezeno.

## Organizace
Až do konce 13. století se parlament skládal z prelátů, králových baronů a královských úředníků, kteří přešli z královské rady. Posledně jmenovaní postupně zastínili další kategorie členů a sami zajišťovali fungování parlamentu. Podle králova nařízení z roku 1278 se parlament dělil do několika komor, z nichž hlavní byly:
- Komory vyšetřování (chambres des enquêtes), bylo jich až pět a prováděly soudní šetření.
- Komora žádostí (chambre des requêtes) posuzovala oprávněnost podání u soudu.
- Kriminální komora (chambre criminelle) vznikla roku 1515 pro závažné kriminální případy, kdy byl uložen trest smrti, galeje nebo vyhnanství.
- Komora přílivu (chambre de la marée) byla pověřena záležitostmi týkajícími se pouze obchodu s rybami.
- Prokuratura (parquet) se skládala z asi 50 osob včetně generálního prokurátora a jeho zástupců, kteří přijímali královská usnesení k registraci.

Některé komory mohly být vytvořeny jen dočasně. Po vynesení Nantského ediktu byla vytvořena komora pro posouzení jeho plnění. V roce 1679 byla ustanovena tzv. horká komora (chambre ardente) pro vyšetřování rozsáhlé travičské aféry, ve které byla odsouzena k upálení Catherine Monvoisin.